# Originator
Ein Originator (englisch originator, „Urheber“, aus englisch to originate, „etwas beginnen“) ist im Finanzwesen der Anglizismus für Verbriefungen durch ein Wirtschaftssubjekt, das Vermögensgegenstände an eine Zweckgesellschaft oder ein Conduit veräußert, die hieraus ein Portfolio bilden, das auf dem Kapital- bzw. Geldmarkt in Form von handelbaren forderungsbesicherten Wertpapieren platziert wird.

## Allgemeines
Vermögensgegenstände (englisch assets) können Forderungen (englisch loans, receivalbles) oder Wertpapiere (englisch securities; Aktien, Anleihen) sein. Originator (Verkäufer) können sowohl Kreditinstitute (etwa Hypothekenbanken) als auch Nichtbanken (etwa Handelsunternehmen, Versicherungsverbriefung durch Versicherungsunternehmen) sein. Die Veräußerung (englisch origination) der Vermögenswerte an eine Zweckgesellschaft (englisch single purpose company; SPV) oder ein Conduit erfolgt im Rahmen des Risikotransfers, so dass der Originator im Regelfall keine Verpflichtungen aus den übertragenen Vermögensgegenständen mehr hat. Der Originator überträgt aus seiner Bilanz Vermögensgegenstände auf eine nicht zu seinem bilanziellen Konsolidierungskreis gehörende Zweckgesellschaft oder Conduit (englisch ringfencing). Diese Zweckgesellschaften oder Conduits bilden aus den Vermögensgegenständen ein Portfolio (englisch pool), das in Wertpapieren (forderungsbesicherten Wertpapieren, besicherten Geldmarktpapieren) verbrieft und auf dem Geld- oder Kapitalmarkt veräußert wird. Der Veräußerungserlös dient zur Refinanzierung des Kaufpreises der Vermögensgegenstände.
Der Begriff „Originator“ wird verwendet, weil die „zu verbriefenden Vermögenswerte aus dem Geschäftsbetrieb dieses Unternehmens hervorgegangen sind (englisch originated)“.

## Rechtsfragen
Originator ist ein Rechtsbegriff, der erstmals in § 229 Abs. 1 Solvabilitätsverordnung (SolvV) vom Januar 2007 auftauchte, dort jedoch durch deren Novellierung im Januar 2014 entfiel. Anstatt dessen wird der Originator in Art. 4 Nr. 13 Verordnung (EU) Nr. 575/2013 Kapitaladäquanzverordnung (CRR) im Januar 2014 erwähnt. Nach der dortigen Legaldefinition ist Originator ein Unternehmen, das
- selbst oder über verbundene Unternehmen direkt oder indirekt an der ursprünglichen Vereinbarung beteiligt war, welche die Verpflichtungen oder potenziellen Verpflichtungen des Schuldners bzw. potenziellen Schuldners begründet und deren Forderungen nun Gegenstand der Verbriefung sind, oder
- Forderungen eines Dritten auf eigene Rechnung erwirbt und dann verbrieft.

Eine gleichlautende Definition übernahm Art. 2 Nr. 2 Verordnung (EU) 2017/2402 vom 12. Dezember 2017 zur Festlegung eines allgemeinen Rahmens für Verbriefungen und zur Schaffung eines spezifischen Rahmens für einfache, transparente und standardisierte Verbriefung (Verbriefungsverordnung).
Nach Art. 242 Nr. 10 CRR geht eine Verbriefung mit der wirtschaftlichen Übertragung der besicherten Forderungen einher. Dabei überträgt der Originator das Eigentum an den verbrieften Forderungen an eine Zweckgesellschaft oder gibt Unterbeteiligungen an eine Zweckgesellschaft ab. Die ausgegebenen Wertpapiere dürfen für das originierende Institut keine Zahlungsverpflichtung (mehr) darstellen. In Nr. 57 der Erwägungsgründe für die CRR ist der Originator als Unternehmen beschrieben, das „Kredite in handelbare Wertpapiere ‚umverpackt‘“ (englisch repackaging).
Originatoren und Sponsoren unterliegen nach § 6 Abs. 1e KWG der Bankenaufsicht durch die BaFin. Sponsor ist entweder ein Kreditinstitut oder eine Wertpapierfirma nach Art. 2 Nr. 5 Verordnung (EU) 2017/2402 Verbriefungsverordnung vom 12. Dezember 2017. Demnach ist der Originator-Begriff nicht an die Institutseigenschaft gebunden.
Nach § 1b Abs. 7 Satz KWG a. F. galt ein Kreditinstitut als Originator, sofern das verbriefte Portfolio Adressenausfallrisiken enthält, die für Rechnung des Instituts begründet wurden, zum Zwecke der Verbriefung angekauft oder im Auftrag des Instituts verbrieft wurden. Die Vorschrift wurde aufgehoben, weil alle als Originator fungierenden Nichtbanken nicht der Bankenaufsicht unterstanden hätten.

## Bankenaufsichtsrecht
Im Bankenaufsichtsrecht der EU-Mitgliedstaaten müssen Ausfallrisiken generell mit Eigenmitteln unterlegt werden. Die Unterlegung kann durch die Verbriefung von Forderungen mit guter Bonität deutlich reduziert werden, weil die Anrechnung mit Eigenmitteln ratingabhängig ist. Die Bankenaufsicht erkennt die Übertragung von Kreditforderungen aus dem Bestand des Originators auf die Zweckgesellschaft oder das Conduit nur dann an, wenn der Risikotransfer tatsächlich stattfindet (englisch clean break). Durch die Verbriefung muss gemäß Art. 243 Verordnung (EU) Nr. 575/2013 Kapitaladäquanzverordnung (CRR) ein signifikantes Kreditrisiko übertragen werden. Das bedeutet, dass der Originator dann nicht weiter dafür haften darf, dass die Forderungen am Fälligkeitstag durch den Schuldner auch beglichen werden. Zu diesem Zweck muss die Unternehmensstruktur der Zweckgesellschaft oder des Conduits nach Art. 4 Abs. 1 Nr. 66 CRR darauf ausgelegt sein, die eigenen Verpflichtungen von denen des Originators zu trennen und deren wirtschaftliche Eigentümer die damit verbundenen Rechte uneingeschränkt verpfänden oder veräußern können. Der Originator darf beispielsweise im Rahmen des Credit Enhancements keine Rückkaufvereinbarungen mit der Zweckgesellschaft oder dem Conduit schließen oder Zahlungsgarantien für den Pool abgeben. Anerkannt wird deshalb von der Bankenaufsicht nur der True Sale vom Originator auf die Zweckgesellschaft/das Conduit. Zudem darf sich die Zweckgesellschaft/das Conduit nicht im Konsolidierungskreis des Originators befinden (englisch ringfencing).

## Wirtschaftliche Aspekte
Den Vorgang, durch Verbriefung Vermögenswerte auf Nichtbanken wie Zweckgesellschaften oder Conduits zu übertragen, nennt man auch Regulierungsarbitrage.
Die Anforderungen an den Originator beziehen sich insbesondere auf das Know-how, welches erforderlich ist, um die ökonomischen und juristischen Voraussetzungen eines Risikotransfers umfassend abschätzen zu können. Das zusammengestellte Portfolio der Zweckgesellschaft oder des Conduits muss durch Risikodiversifizierung genügende Granularität und geringes Klumpenrisiko aufweisen, was durch verschiedene Kreditarten, viele Schuldner und Branchenmix erreicht werden kann. Das – nicht durch Risikodiversifizierung eliminierbare – systematische Risiko sollte für Investoren tragbar sein. Zum systematischen Risiko gehören Hochzinsniveau, Finanzkrise oder Wirtschaftskrise, die sich auf alle Schuldner des Pools auswirken. Autokredite, Hypothekendarlehen, Konsumkredite, Kreditkarten- oder Leasingforderungen sind am ehesten geeignet, dagegen sind Unternehmensfinanzierungen aufgrund ihrer Heterogenität schwieriger zu verbriefen.